# Eucinostomus lefroyi
Eucinostomus lefroyi är en fiskart som först beskrevs av Goode, 1874.  Eucinostomus lefroyi ingår i släktet Eucinostomus och familjen Gerreidae. Inga underarter finns listade i Catalogue of Life.